# تیم ملی فوتسال عربستان سعودی
تیم ملی فوتسال عربستان سعودی  نماینده عربستان سعودی در مسابقات بین‌المللی فوتسال و یکی از تیم‌های فوتسال آسیایی است.
براساس رده‌بندی فیفا تیم فوتسال عربستان جایگاه ٨٣ را در بین تیم‌های ملی فوتسال جهان دارد.